# Холокост в Столинском районе
Холокост в Сто́линском районе — систематическое преследование и уничтожение евреев на территории Столинского района Брестской области оккупационными властями нацистской Германии и коллаборационистами в 1941—1944 годах во время Второй мировой войны, в рамках политики «Окончательного решения еврейского вопроса» — составная часть Холокоста в Белоруссии и Катастрофы европейского еврейства.

## Геноцид евреев в районе

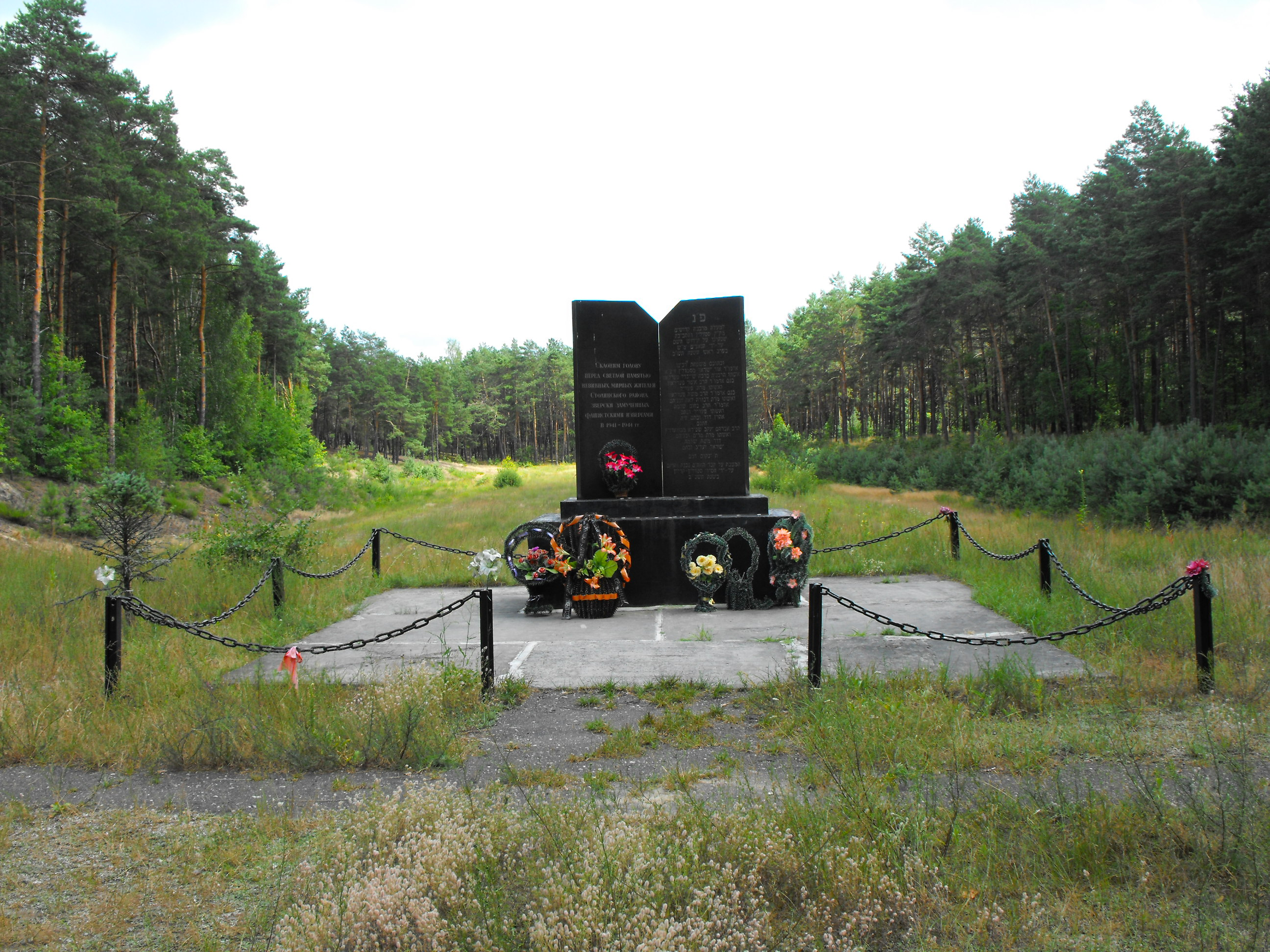
Памятник на месте убийства 8000 евреев Столинского гетто

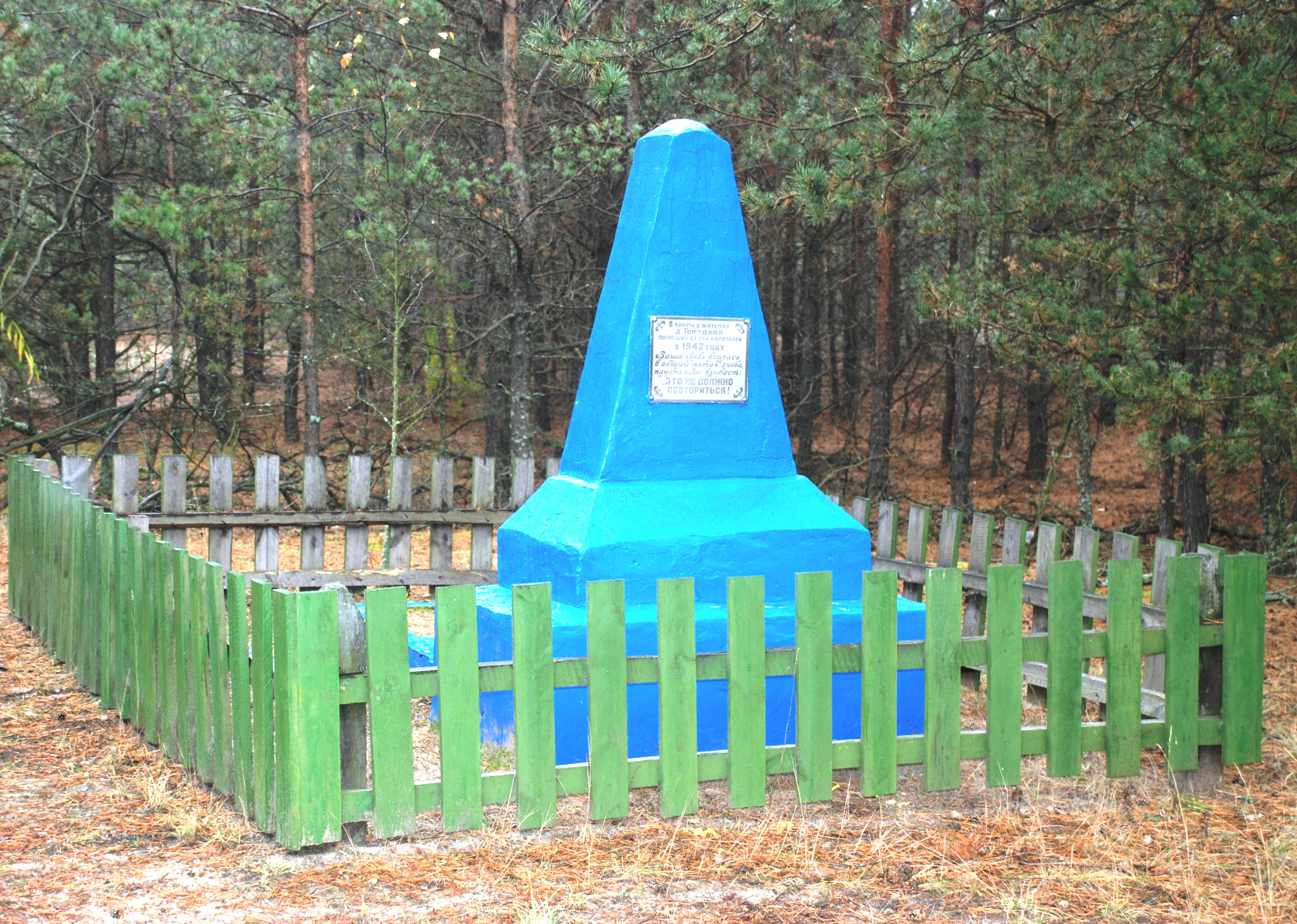
Памятник на месте расстрела и братской могилы евреев из Городнянского гетто (1960-е годы)

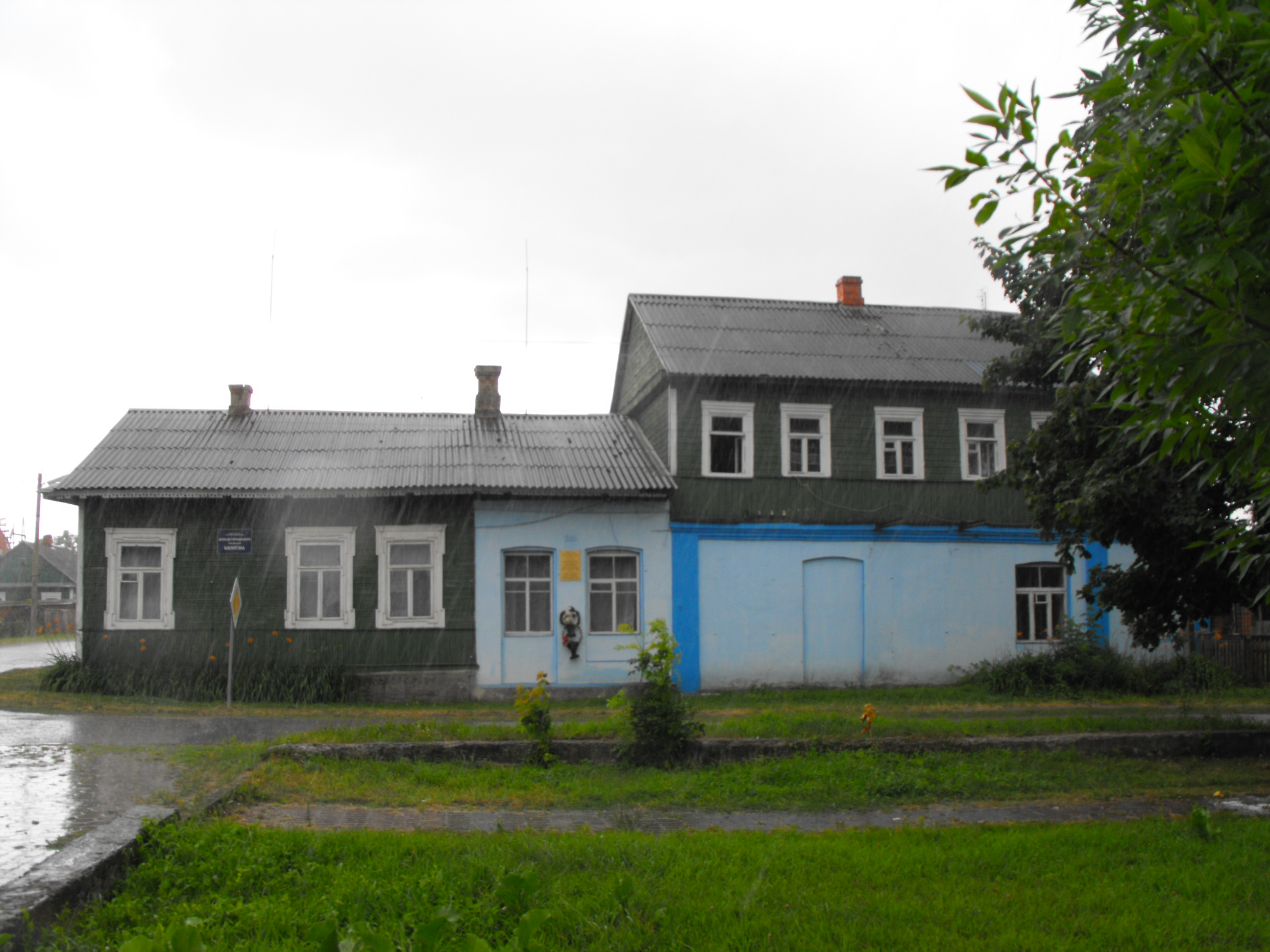
Табличка на здании библиотеки в память убитых евреев в Давид-Городке

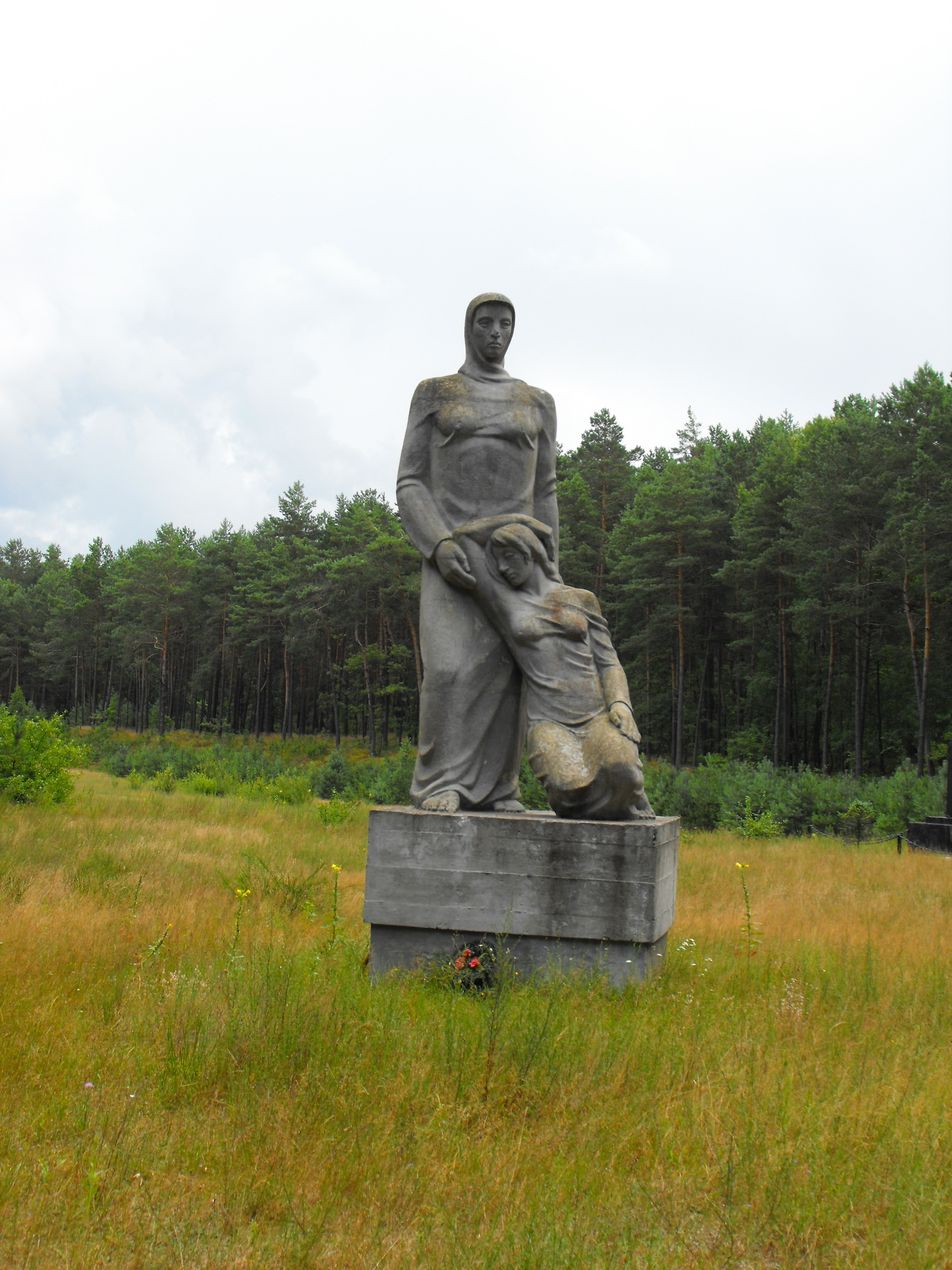
Памятник на месте убийств 12 500 человек, в том числе 8000 евреев Столинского гетто

Столинский район был полностью оккупирован немецкими войсками в июле 1941 года, и оккупация продлилась три года — до июля 1944 года.
Столинский район вошел в состав территории, административно отнесённой в состав рейхскомиссариата Украина генерального округа Волынь-Подолия. Вся полнота власти в районе принадлежала зондерфюреру — немецкому шефу района, который подчинялся руководителю округи — гебитскомиссару Опитцу. Во всех крупных деревнях района были созданы районные (волостные) управы и полицейские гарнизоны из белорусских, украинских и польских коллаборационистов.
Для осуществления политики геноцида и проведения карательных операций сразу вслед за войсками в район прибыли карательные подразделения войск СС, айнзатцгруппы, зондеркоманды, тайная полевая полиция (ГФП), полиция безопасности и СД, жандармерия и гестапо.
Одновременно с оккупацией нацисты и их приспешники начали поголовное уничтожение евреев. «Акции» (таким эвфемизмом гитлеровцы называли организованные ими массовые убийства) повторялись множество раз во многих местах. В тех населенных пунктах, где евреев убили не сразу, их содержали в условиях гетто вплоть до полного уничтожения, используя на тяжелых и грязных принудительных работах, от чего многие узники умерли от непосильных нагрузок в условиях постоянного голода и отсутствия медицинской помощи.
Оккупационные власти под страхом смерти запретили евреям снимать желтые латы или шестиконечные звезды (опознавательные знаки на верхней одежде), выходить из гетто без специального разрешения, менять место проживания и квартиру внутри гетто, ходить по тротуарам, пользоваться общественным транспортом, находиться на территории парков и общественных мест, посещать школы.
За время оккупации практически все евреи Столинского района были убиты, а немногие спасшиеся в большинстве воевали впоследствии в партизанских отрядах.
Немцы очень серьёзно относились к возможности еврейского сопротивления, и поэтому в первую очередь убивали в гетто или ещё до его создания евреев-мужчин в возрасте от 15 до 50 лет — несмотря на экономическую нецелесообразность, так как это были самые трудоспособные узники. Например, по этой причине в деревне Рубель 9 августа 1941 года были схвачены, избиты и расстреляны коллаборационистами 53 еврея (мужчины старше 16 лет), захороненные в урочище Борок.
Самые массовые убийства евреев района происходили в Столине, Давид-Городке, деревнях Городная, Ольшаны, Осовая, Ольгомель, Большое Малешево, Коротичи, Лутки, Глинка, Большие Орлы, Лядец, Малые Орлы, Оздамичи, Мочуль, Ремель, Рубель, Рухча-1.

## Гетто
Реализуя нацистскую программу уничтожения евреев, немцы создавали гетто почти во всех городах и населённых пунктах Беларуси, где проживало еврейское население. Так и в Столинском районе оккупанты организовали 3 гетто:
- В Городнянском гетто (лето 1941 — июль 1942) немцы и их пособники убили более 600 евреев.
- В гетто Давид-Городка (начало 1942 — 10 сентября 1942) нацистами и их сообщниками были замучены и убиты около 1000 евреев.
- В гетто Столина (весна 1942 — 11 сентября 1942) были убиты около 11 000 евреев.

## Случаи спасения и «Праведники народов мира»
В Столинском районе 5 человек — Сморцевский Франциск, Кийовские Владислав и Мария, Мозоль Степан и Агафья — были удостоены почетного звания «Праведник народов мира» от израильского мемориального института «Яд Вашем» «в знак глубочайшей признательности за помощь, оказанную еврейскому народу в годы Второй мировой войны» — за спасение Рида Генри (Роттер Герш) и Евы в деревне Хотомель.

## Память
Опубликованы неполные списки убитых евреев района.
В 1986 году в урочище Хиновск на месте массового убийства евреев Давид-Городка был установлен типовой обелиск, а в 1996 году его обновили. В 2005 году в центре Давид-Городка на здании библиотеки была установлена памятная доска в память о евреях общины, уничтоженных в 1941-42 годах, а в 2010 году в урочище Хиновск был открыт мемориал памяти жертв геноцида евреев.
В 1969 году в урочище Стасино (Долин) в 5 километрах севернее Столина на месте убийств 12 500 человек был установлен обелиск, а в настоящее время стоят два памятника. Один из них — в память 8000 евреев Столинского гетто, города Столина и близлежащих деревень, убитых в сентябре 1942 года.
23 сентября 2001 года на братской могиле убитых евреев из деревни Рубель (в песчаном карьере между деревнями Рубель и Хотомель) был установлен памятный знак с именами 52 из 53 жертв.
Памятник установлен на братской могиле евреев из Городнянского гетто и на могиле убитых евреев в Ольшанах.